# Waldemar Januszczak
Waldemar Januszczak (ur. 12 stycznia 1954 w Basingstoke) – brytyjski historyk i krytyk sztuki polskiego pochodzenia, a także producent i prezenter telewizyjny popularyzujący sztukę. Dwukrotny laureat nagrody Critic of the Year – British Press Awards.
W 2017 roku otrzymał polskie obywatelstwo.

## Życiorys
Jest dzieckiem polskich uchodźców, którzy przybyli do Wielkiej Brytanii po II wojnie światowej. Jego ojciec w Polsce był policjantem w miejscowości Stary Sambor (obecnie Ukraina), następnie aresztowany przez NKWD został zesłany na Syberię, a po Układzie Sikorski–Majski dostał się do Persji, gdzie zaciągnął się do brytyjskiej armii i po służbie w Kenii i Palestynie w 1947 r. trafił do Wielkiej Brytanii. Tutaj pracował jako sprzątacz wagonów. Zginął w wieku 57 lat, przejechany przez pociąg na stacji Basingstoke, gdy Waldemar miał niecały rok. Matka była mleczarką. Miał dwójkę rodzeństwa, siostrę i brata, Krzysztofa, który zmarł w dzieciństwie po nieudanej operacji wyrostka. Dzieciństwo spędził początkowo w obozach dla uchodźców w Chandler’s Ford, niedaleko Eastleigh i Daglingworth. Gdy miał 5 lat rodzina przeprowadziła się do Reading. Po ukończeniu szkoły podstawowej w Caversham, uczęszczał do Divine Mercy College w Fawley Court, szkoły założonej przez marianów dla dzieci polskich uchodźców. Ukończył historię sztuki na University of Manchester. 
Zainteresował się sztuką, gdy matka wykupiła mu prenumeratę tygodnika Knowledge, gdzie co tydzień publikowano kolorową reprodukcję znanych dzieł sztuki. Pierwszy artykuł z zakresu krytyki sztuki opublikował w czasopiśmie The Guardian w 1977 r. W latach 1979–1987 był głównym krytykiem artystycznym, a następnie na krótko redaktorem literackim w Guardianie. Współtworzył także programy: Late Show dla BBC Two, Kalejdoskop w Radio 4, Meridian w BBC World Service. Był także regularnym panelistą na Forum Krytyków w Radiu 3. Od 1989 r. przez 7 lat pełnił stanowisko redaktora naczelnego ds. sztuki w stacji Channel 4. W 1993 roku został krytykiem sztuki w The Sunday Times. 
Firma produkcyjna Januszczaka, ZCZ Films, produkuje filmy od 1997 roku.

## Życie prywatne
Waldemar Januszczak jest żonaty z artystką, Japonką Yumi Katayama. Mają dwie córki, Mercedes i Inez.

## Filmy
- The Truth About Art (Channel 4, 1998)
- The Lost Supper (Channel 4, 1999)
- The Cowboy and the Eclipse (Channel 4, 1999)
- Mad Tracey from Margate (BBC, 1999)
- Puppy Love (Channel 4, 2000)
- Travels in Virtual Japan (Channel 4, 2000)
- Building of the Year (Channel 4, 2000, 2001, 2002, 2003)
- Picasso: Magic, Sex, Death (Channel 4, 2001)
- Gauguin: The Full Story (Channel 4, 2003)
- Beijing Swings (Channel 4, 2003)
- Every Picture Tells A Story (Channel 5, 2003/2004)
- Vincent: The Full Story (Channel 4, 2004)
- Kod Michała Anioła - tajemnice Kaplicy Sykstyńskiej (The Michelangelo Code: Secrets of the Sistine Chapel Channel 4, 2005)
- Kazakhstan Swings (Channel 4, 2006)
- Toulouse-Lautrec: The Full Story (Channel 4, 2006)
- Sickert vs Sargent (BBC, 2007)
- Paradise Found (Channel 4, 2007)
- The Happy Dictator (Channel 4, 2007)
- Atlas: Japan Revealed (Discovery Channel, 2008)
- The Sculpture Diaries (Channel 4, 2008)
- Baroque! From St Peter's to St Paul's (BBC, 2009)
- Manet: the Man Who Invented Modern Art (BBC, 2009)
- Brzydkie piękno (Ugly Beauty BBC, 2009)
- William Dobson The Lost Genius of British Art (BBC, 2011)
- Art of the Night (BBC, 2011)
- Impressionists Painting and Revolution (BBC, 2011)
- Oświecone średniowiecze (The Dark Ages: An Age of Light BBC, 2012)
- Rococo: Travel, Pleasure, Madness (BBC, 2014)
- Rubens: An Extra Large Story (BBC, 2015)
- Holbein: Eye of the Tudors (BBC, 2015)
- The Renaissance Unchained (BBC 4, 2016)
- Mary Magdalene: Art's Scarlet Women (BBC, 2017)
- Big Sky Big Dreams Big Art: Made in the USA (BBC, 2018)
- Handmade in Bolton (BBC, 2019) (miniserial)
- The Art Mysteries (BBC, 2020) (miniserial)
- The Mystery of the Nativity (Sky Arts, 2022)